# روربمبن مصر
روربمبن مصر (بالإنجليزية: Ruhrpumpen Egypt) هي إحدى شركات قطاع البترول المصري, والتي تأسست عام 2006 وفقا لأحكام قانون ضمانات وحوافز الإستثمار رقم 8 لسنة 1997 كشركة مساهمة مصرية برأس مال قدره 20 مليون يورو

## نشاط الشركة
- تقوم الشركة بإنتاج الطلمبات المستخدمة في الصناعات البترولية والبتروكيماوية طبقاً للمواصفات القياسية العالمية ( API610 ) وإنتاج قطع الغيار الخاصة بها وصيانتها
- تمتلك الشركة المصنع الأول من نوعه في منطقة الشرق الأوسط لإنتاج هذه النوعية من الطلمبات المتخصصة بطاقة إنتاجية بعد اكتمال مراحله الثلاث تبلغ 400 طلمبة سنويا.

## إنشاءات
تمو إنشاء مصنع طورمبات في أكتوبر عام 2024.

## المساهمين
الشريك الألماني : 67%
- شركة روربمبن
- شركة يوهاناكر

الشريك المصري: 33%
- الهيئة المصرية العامة للبترول
- إنبي - الهندسية للصناعات البترولية والكيماوية
- بتروجيت - المشروعات البترولية والاستشارات الفنية
- النصر للبترول

## رؤساء الشركة
- خالد جلال.[5][6]
- محمد أماني.[7]
- محمد أبو العلا.
- ياسر المغربي.